# Eolo Fabretti
Eolo Fabretti (Ancona, 30 luglio 1912 – 4 luglio 1998) è stato un politico e sindacalista italiano.

## Biografia
Operaio, impegnato sindacalmente nella CGIL, in particolare nella FIOM, dal 1946 è segretario generale della Camera del Lavoro di Jesi e successivamente di quella provinciale di Ancona. 
Militante del Partito Comunista Italiano, è consigliere provinciale ad Ancona. Alle elezioni politiche del 1963 viene eletto al Senato, conferma il seggio a Palazzo Madama anche dopo le elezioni del 1968. Conclude il proprio mandato parlamentare nel 1972.